# 沃多帕德納亞河
沃多帕德納亞河（俄语：Река Водопадная），前称石人沟河（俄语：Река Шиненгоу），是滨海边疆区游擊隊區的河流，源起錫霍特山脈游击队山脊高山，河道全長36公里，流域面積191平方公里，屬於帕爾季贊斯卡亞河的左支流。落差922米，坡度2.56%。

## 引用
1. ↑  А·П·穆拉诺夫. . 列宁格勒: 气象出版社. 1966 （俄语）.
2. ↑  . 列宁格勒: 气象出版社 （俄语）.
3. ↑  Т·А·基谢尔科瓦娅. . 列宁格勒: 气象出版社. 1977 （俄语）.
4. ↑  . 国家水登记处 （俄语）.